# Exothotettix
Exothotettix is een geslacht van rechtvleugeligen uit de familie doornsprinkhanen (Tetrigidae). De wetenschappelijke naam van dit geslacht is voor het eerst geldig gepubliceerd in 1993 door Zheng & Jiang.

## Soorten
Het geslacht Exothotettix omvat de volgende soorten:
- Exothotettix guangxiensis Zheng & Jiang, 1993
- Exothotettix jiangxiensis Liang, Jia, Shi, Wu & Chen, 2008